# Tomo Korošec
Tomo Korošec, slovenski jezikoslovec, * 30. julij 1938, Laško, † 28. maj 2022.

## Življenjepis
Korošec je leta 1963 diplomiral iz slavistike na ljubljanski filozofski fakulteti (FF) in prav tam 1976 tudi doktoriral z disertacijo Poglavja iz strukturalne analize slovenskega časopisnega stila. Na pobudo Borisa Urbančiča se je v letih 1963-64 strokovno izpopolnjeval v Pragi, mdr. pri znamenitem češkem jezikoslovcu - strukturalistu Bohuslavu Havranku. Nato je bil do leta 1972 asistent na Inštitutu za slovenski jezik SAZU pri izdelavi SSKJ, nato do 1978 na ljubljanski FF pri Jožetu Toporišiču, ko je začel predavati slovenski knjižni jezik in stilistiko poročevalstva na FSPN, kasnejši Fakulteti za družbene vede v Ljubljani, kjer je kasneje posvetil še vojaškemu in oglaševalskemu jeziku in izrazoslovju. Na fakulteti je bil predstojnik kateder za novinarstvo in za obramboslovje ter njen dekan v študjskem letu 2000/01.
Po upokojitvi (2008) je dobil naziv zaslužni profesor Univerze v Ljubljani, ki mu je že pred tem podelila zlato plaketo. Postal je tudi častni član Slavističnega društva Slovenije in častni občan Laškega. Prejel je državno odlikovanje zlati red za zasluge RS (2005). Oprijel se ga je vzdevek "Profesor Vejica". O njem je bil leta 2019 posnet dokumentarni portret "Profesor Vejica: portret jezikoslovca dr. Toma Korošca" scenaristke Bože Herek, ki ga je režiral Bojan Herek. 

## Delo
Korošec je v svojem raziskovalnem delu obravnaval vprašanja stilistike poročevalstva, oglaševanja, jezikovne kulture, terminologije (izrazoslovja), besediloslovja in računalniške obdelave skladnje, slednje je bil tudi avtor več knjig, slovarjev ter srednješolskih in univerzitetnih učbenikov: pripravil je ok. 80 televizijskih oddaj z jezikovnimi nasveti pod naslovom Pet minut za boljši jezik.
- Slovar slovenskega knjižnega jezika I (1970, soavtor)
- Pet minut za boljši jezik, 1972
- Vojaški slovar (soavtor, 1977, 2002)
- Muharjenje (soavtorji J. Ocvirk, B. Urbančič in B. Voljč), 1980
- Slovenska krajevna imena - slovar CZ, (soavtor), 1985
- Slovenski jezik 3 in 4 (soavtor Janez Dular) - več izdaj
- Stilistika slovenskega poročevalstva, 1998
- Slovenski vojaški jezik, 1998
- Razžalitve v tiskanih medijih (s soavtorji), 2002
- Andrej Komel pl. Sočebran: življenje in delo, 2003
- Jezik in stil oglaševanja, 2005
- Jezikovna prepletanja, 2008 (jubilejni zbornik, ur. Kalin Golob, Monika, Logar, Nataša, Grizold, Anton; spletni vir 2011)
- Ribiški slovar, 2018

Je utemeljitelj sodobnega slovenskega poročevalskega jezika, vojaškega in poveljevalnega, pa tudi ribiškega jezika in izrazoslovja.
Muharjenje je skupaj z Božidarjem Voljčem približal najširši ribiški javnosti. Poleg ribištva je bil njegov hobi slikanje v akvarelu (vpis na likovno akademijo mu ni uspel zaradi nasprotovanja Božidarja Jakca). Akademska slikarka pa je njegova hči Irena, ki živi v Kanadi.  